# Cercyonis incana
Cercyonis incana är en fjärilsart som beskrevs av Edwards 1880. Cercyonis incana ingår i släktet Cercyonis och familjen praktfjärilar. Inga underarter finns listade i Catalogue of Life.